# Maia Shibutani
Maia Harumi Shibutani (Nova Iorque, Nova Iorque, 20 de julho de 1994) é uma patinadora artística americana, que compete na dança no gelo. Com seu irmão e parceiro Alex Shibutani ela conquistou uma medalha de prata e duas de bronze em campeonatos mundiais, uma medalha de ouro, duas de prata e uma de bronze em Campeonato dos Quatro Continentes e foi duas vezes campeã do campeonato nacional americano. Nos Jogos Olímpicos de Inverno de 2018 em PyeongChang, Shibutani recebeu a medalha de bronze na competição de dança no gelo e por equipes.

## Principais resultados

### Com Alex Shibutani
| Resultados                                                                                     | Resultados        | Resultados       | Resultados        | Resultados        | Resultados        | Resultados        | Resultados        | Resultados        | Resultados    | Resultados    | Resultados    | Resultados    | Resultados    |
| Internacional                                                                                  | Internacional     | Internacional    | Internacional     | Internacional     | Internacional     | Internacional     | Internacional     | Internacional     | Internacional | Internacional | Internacional | Internacional | Internacional |
| Evento/Temporada                                                                               | 2010– 2011        | 2011– 2012       | 2012– 2013        | 2013– 2014        | 2014– 2015        | 2015– 2016        | 2016– 2017        | 2017– 2018        |               |               |               |               |               |
| ---------------------------------------------------------------------------------------------- | ----------------- | ---------------- | ----------------- | ----------------- | ----------------- | ----------------- | ----------------- | ----------------- | ------------- | ------------- | ------------- | ------------- | ------------- |
| Jogos Olímpicos                                                                                |                   |                  |                   | 9.ª               |                   |                   |                   | Medalha de bronze |               |               |               |               |               |
| Campeonato Mundial                                                                             | Medalha de bronze | 8.ª              | 8.ª               | 6.ª               | 5.ª               | Medalha de prata  | Medalha de bronze |                   |               |               |               |               |               |
| Campeonato dos Quatro Continentes                                                              | Medalha de prata  | 4.ª              | 4.ª               |                   | Medalha de bronze | Medalha de ouro   | Medalha de prata  |                   |               |               |               |               |               |
| GP Grand Prix Final                                                                            |                   | 5.ª              |                   |                   | 4.ª               | 4.ª               | Medalha de bronze | Medalha de bronze |               |               |               |               |               |
| GP Cup of China                                                                                |                   | Medalha de prata |                   |                   | Medalha de prata  |                   | Medalha de ouro   |                   |               |               |               |               |               |
| GP NHK Trophy                                                                                  | Medalha de bronze | Medalha de ouro  | Medalha de bronze | Medalha de bronze |                   | Medalha de ouro   |                   |                   |               |               |               |               |               |
| GP Rostelecom Cup                                                                              |                   |                  | 4.ª               |                   |                   |                   |                   | Medalha de ouro   |               |               |               |               |               |
| GP Skate America                                                                               | Medalha de bronze |                  |                   | Medalha de bronze | Medalha de prata  |                   | Medalha de ouro   | Medalha de ouro   |               |               |               |               |               |
| GP Skate Canada International                                                                  |                   |                  |                   |                   |                   | Medalha de prata  |                   |                   |               |               |               |               |               |
| CS Ice Challenge                                                                               |                   |                  |                   |                   | Medalha de ouro   |                   |                   |                   |               |               |               |               |               |
| CS Ondrej Nepela Trophy                                                                        |                   |                  |                   |                   | Medalha de ouro   | Medalha de bronze |                   |                   |               |               |               |               |               |
| Finlandia Trophy                                                                               |                   | Medalha de prata |                   |                   |                   |                   |                   |                   |               |               |               |               |               |
| Nebelhorn Trophy                                                                               | 5.ª               |                  |                   |                   |                   |                   |                   |                   |               |               |               |               |               |
| Nacional                                                                                       |                   |                  |                   |                   |                   |                   |                   |                   |               |               |               |               |               |
| Campeonato dos Estados Unidos                                                                  | Medalha de prata  | Medalha de prata | Medalha de bronze | Medalha de bronze | Medalha de prata  | Medalha de ouro   | Medalha de ouro   | Medalha de prata  |               |               |               |               |               |
| Equipes                                                                                        |                   |                  |                   |                   |                   |                   |                   |                   |               |               |               |               |               |
| Jogos Olímpicos                                                                                |                   |                  |                   |                   |                   |                   |                   | 3T/2P             |               |               |               |               |               |
|                                                                                                |                   |                  |                   |                   |                   |                   |                   |                   |               |               |               |               |               |
| Legenda: GP = Grand Prix; CS = Challenger Series; Competição não foi disputada nesta temporada |                   |                  |                   |                   |                   |                   |                   |                   |               |               |               |               |               |

#### Níveis menores
| Resultados                                                                     | Resultados             | Resultados             | Resultados             | Resultados             | Resultados             | Resultados             | Resultados             | Resultados             | Resultados             | Resultados             | Resultados             | Resultados             | Resultados             |
| Internacional – Júnior                                                         | Internacional – Júnior | Internacional – Júnior | Internacional – Júnior | Internacional – Júnior | Internacional – Júnior | Internacional – Júnior | Internacional – Júnior | Internacional – Júnior | Internacional – Júnior | Internacional – Júnior | Internacional – Júnior | Internacional – Júnior | Internacional – Júnior |
| Evento/Temporada                                                               | 2004– 2005             | 2005– 2006             | 2006– 2007             | 2007– 2008             | 2008– 2009             | 2009– 2010             |                        |                        |                        |                        |                        |                        |                        |
| ------------------------------------------------------------------------------ | ---------------------- | ---------------------- | ---------------------- | ---------------------- | ---------------------- | ---------------------- | ---------------------- | ---------------------- | ---------------------- | ---------------------- | ---------------------- | ---------------------- | ---------------------- |
| Campeonato Mundial Júnior                                                      |                        |                        |                        |                        | Medalha de prata       | 4.ª                    |                        |                        |                        |                        |                        |                        |                        |
| JGP JGP Final                                                                  |                        |                        |                        |                        | 4.ª                    | Medalha de bronze      |                        |                        |                        |                        |                        |                        |                        |
| JGP JGP Croácia                                                                |                        |                        |                        |                        |                        | Medalha de ouro        |                        |                        |                        |                        |                        |                        |                        |
| JGP JGP Espanha                                                                |                        |                        |                        |                        | Medalha de prata       |                        |                        |                        |                        |                        |                        |                        |                        |
| JGP JGP Estados Unidos                                                         |                        |                        |                        |                        |                        | Medalha de ouro        |                        |                        |                        |                        |                        |                        |                        |
| JGP JGP França                                                                 |                        |                        |                        |                        | Medalha de ouro        |                        |                        |                        |                        |                        |                        |                        |                        |
| Internacional – Noviço                                                         |                        |                        |                        |                        |                        |                        |                        |                        |                        |                        |                        |                        |                        |
| North American Challenge Skate                                                 |                        |                        | Medalha de prata       |                        |                        |                        |                        |                        |                        |                        |                        |                        |                        |
| Nacional                                                                       |                        |                        |                        |                        |                        |                        |                        |                        |                        |                        |                        |                        |                        |
| Campeonato dos Estados Unidos – Júnior                                         |                        |                        |                        | Medalha de peltre      | Medalha de prata       | Medalha de ouro        |                        |                        |                        |                        |                        |                        |                        |
| Campeonato dos Estados Unidos – Noviço                                         |                        |                        | Medalha de ouro        |                        |                        |                        |                        |                        |                        |                        |                        |                        |                        |
| Campeonato dos Estados Unidos – Intermediário                                  |                        | Medalha de ouro        |                        |                        |                        |                        |                        |                        |                        |                        |                        |                        |                        |
| Campeonato dos Estados Unidos – Juvenil                                        | Medalha de prata       |                        |                        |                        |                        |                        |                        |                        |                        |                        |                        |                        |                        |
| Seccional Centro-Oeste – Júnior                                                |                        |                        |                        | Medalha de bronze      |                        |                        |                        |                        |                        |                        |                        |                        |                        |
| Seccional Centro-Oeste – Noviço                                                |                        |                        | Medalha de ouro        |                        |                        |                        |                        |                        |                        |                        |                        |                        |                        |
| Regional Sudoeste – Intermediário                                              |                        | Medalha de ouro        |                        |                        |                        |                        |                        |                        |                        |                        |                        |                        |                        |
| Regional Atlântico Norte – Juvenil                                             | Medalha de ouro        |                        |                        |                        |                        |                        |                        |                        |                        |                        |                        |                        |                        |
|                                                                                |                        |                        |                        |                        |                        |                        |                        |                        |                        |                        |                        |                        |                        |
| Legenda: JGP = Grand Prix Júnior; Competição não foi disputada nesta temporada |                        |                        |                        |                        |                        |                        |                        |                        |                        |                        |                        |                        |                        |